# 7 Up
7UP là một nhãn hiệu đồ uống nhẹ vị chanh xanh-chanh vàng không chứa caffein. Bản quyền nhãn hiệu thuộc về Dr Pepper Snapple Group của Mỹ và PepsiCo (được nhượng giấy phép) ở bên ngoài nước Mỹ. Logo 7Up bao gồm một chấm đỏ nằm giữa "7" và "up".

## Lịch sử
7Up được sáng tạo bởi Charles Leiper Grigg. Ông đã thành lập một công ty có trụ sở tại St. Louis, Missouri có tên là The Howdy Corporation vào năm 1920. Năm 1929, Grigg đã đưa ra một công thức đồ uống nhẹ vị chanh, lấy tên ban đầu là "Bib-Label Lithiated Lemon-Lime Soda". Sản phẩm này được giới thiệu đúng hai tuần trước khi xảy ra cuộc khủng hoảng phố Wall 1929. Từ năm 1950, trong thành phần 7Up có chứa thêm lithium citrate, một loại thuốc an thần (mood-stabilizing drug). Đây là một trong số các sản phẩm thuốc độc quyền (Patent medicine) phổ biến vào cuối thế kỷ 19 đầu thế kỷ 20.
Philip Morris đã mua lại 7UP vào năm 1978 và bán nó năm 1986 cho một tập đoàn thuộc hãng đầu tư Hicks & Haas. 7UP đã được hợp nhất với Dr Pepper năm 1988; Cadbury Schweppes đã mua lại công ty hỗn hợp này vào năm 1995. Dr Pepper Snapple Group được tách ra khỏi Cadbury Schweppes năm 2008.